# Gorsedh Kernow

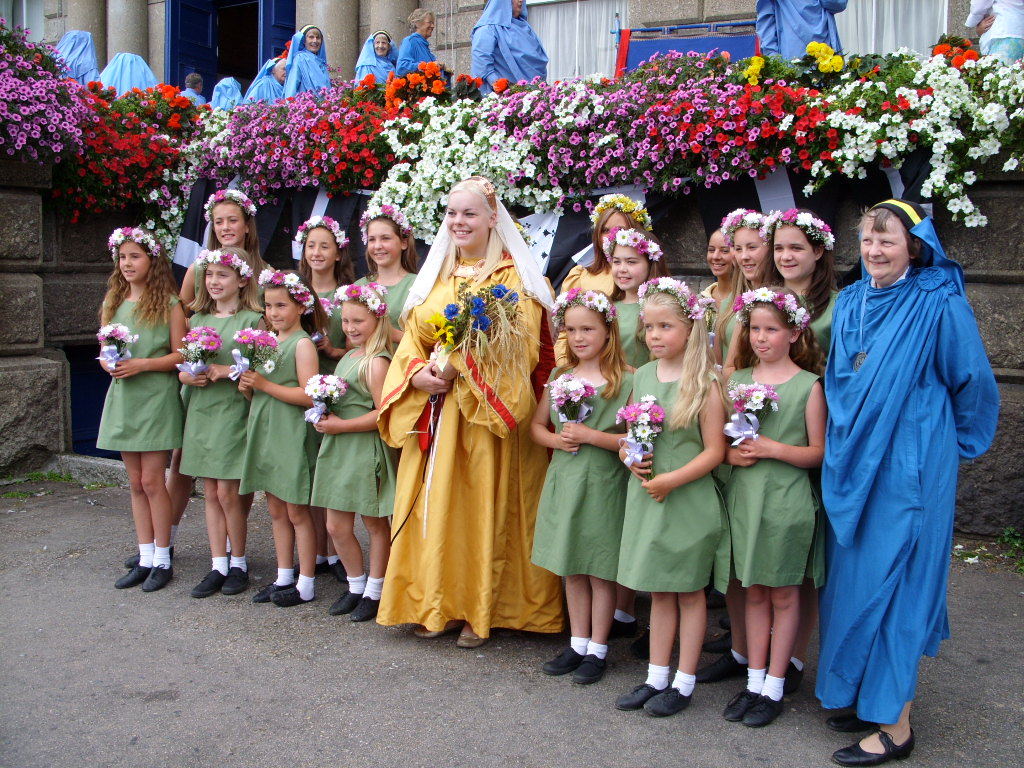
Dama de Cornualle en el Corseth de Penzance de 2007

Gorsedh Kernow (també escrit Gorseth Kernow), és una organització còrnica que promou la cultura, llengua i tradicions de Cornualla. Organitza competicions literàries i musicals tant en anglès com en còrnic. Cada any organitzen l'Esedhvos, que és un gran festival de cultura celta de Cornualla a l'estil de l'Eisteddfod del País de Gal·les.
Des del 1929, es convocaren els primers Gorseth, i s'hi desenvoluparen els drames de Robert Morton Nance. La idea sorgí el 7 d'agost del 1928 dels set cornuallesos que participaven en l'Eisteddfod de Treorchy, Robert Morton Nance, Canon J. S. Carah, Canon Gilbert Doble, Annie Pool i H. Rowe, nomenaren Henry Jenner Gran Bard de Cornualla i convidaren a participar-hi personalitats com Canon Thomas Taylor, A. K. Hamilton-Jenkin, John Tregarthen i Charles G. Henderson. Així se celebraria el primer el 21 de setembre del 1928 a Boscawen'n Un, el lloc tradicional. Molts d'ells participarien anys més tard en la formació del partit Mebyon Kernow (Fills de Cornualla).
Existeixen també altres organitzacions semblants en altres països céltics com ara el Gorsedd del País de Gal·les o el Goursez Breizh de Bretanya.
Els grans bards han estat:
- Henry Jenner Gwas Mygal (1928-1934)
- Robert Morton Nance Mordon (1934-1959)
- E. G. Retallack Hooper Talek (1959-1964)
- George Pawley White Gunwyn (1964-1970)
- Denis Trevanion (1970-1976)
- Richard Jenkin Map Dyvroeth (1976-1982)
- John Miners Den Toll (1982-1985)
- Richard Jenkin Map Dyvroeth (1985-1988)
- John Chesterfield Gwas Constantyn (1988-1991)
- Jori Ansell Caradok (1991-1994)
- Brian Coombes Cummow (1994-1997)
- Ann Trevenen Jenkin Bryallen (1997-2000)
- John Bolitho Jowan an Cleth (2000-2003)
- Rod Lyon Tewennow (2003-2006)
- Vanessa Beeman Gwenenen (2006-)